# Piri Reis-kaart

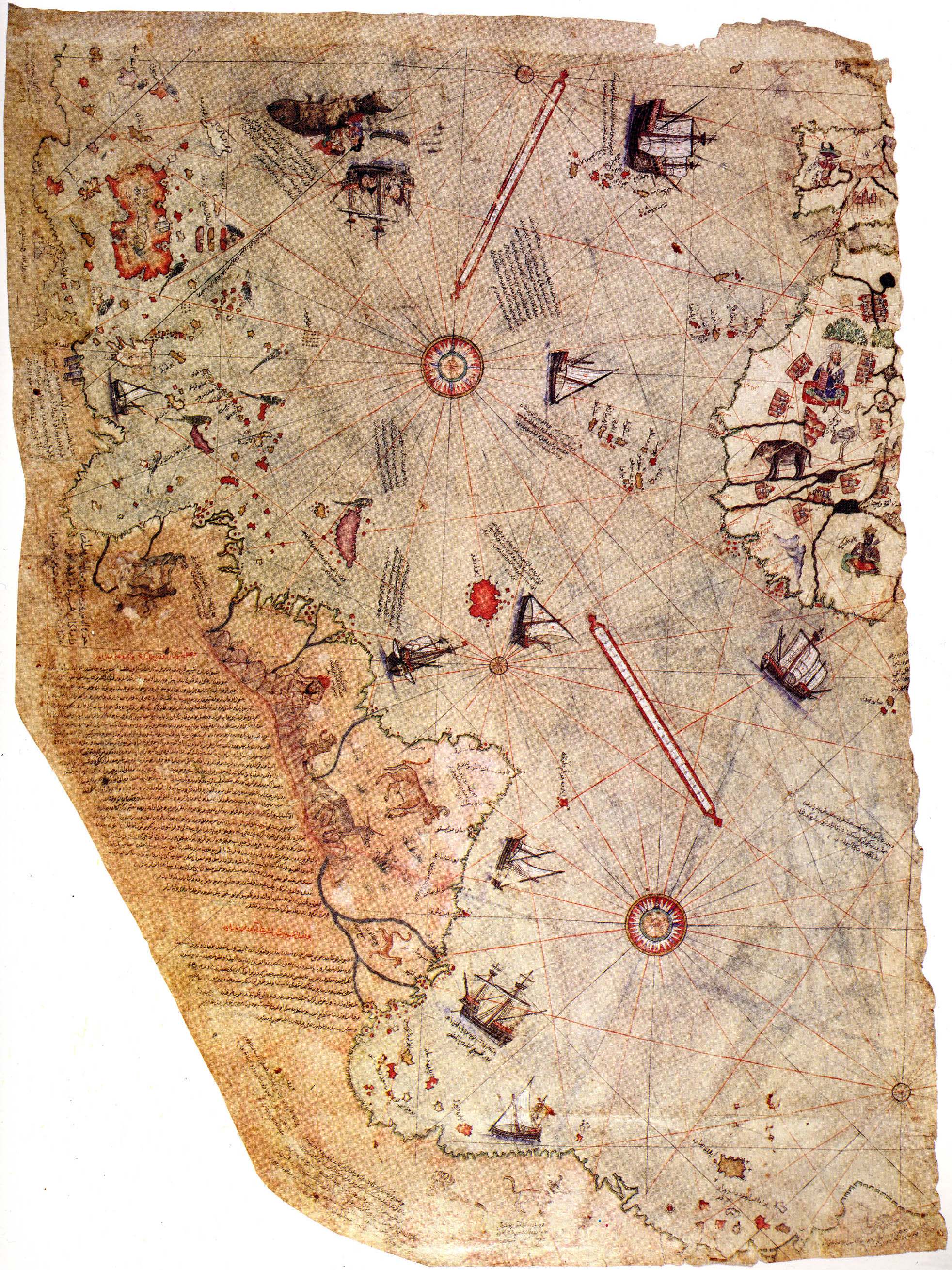
De Piri Reis-kaart (1513)

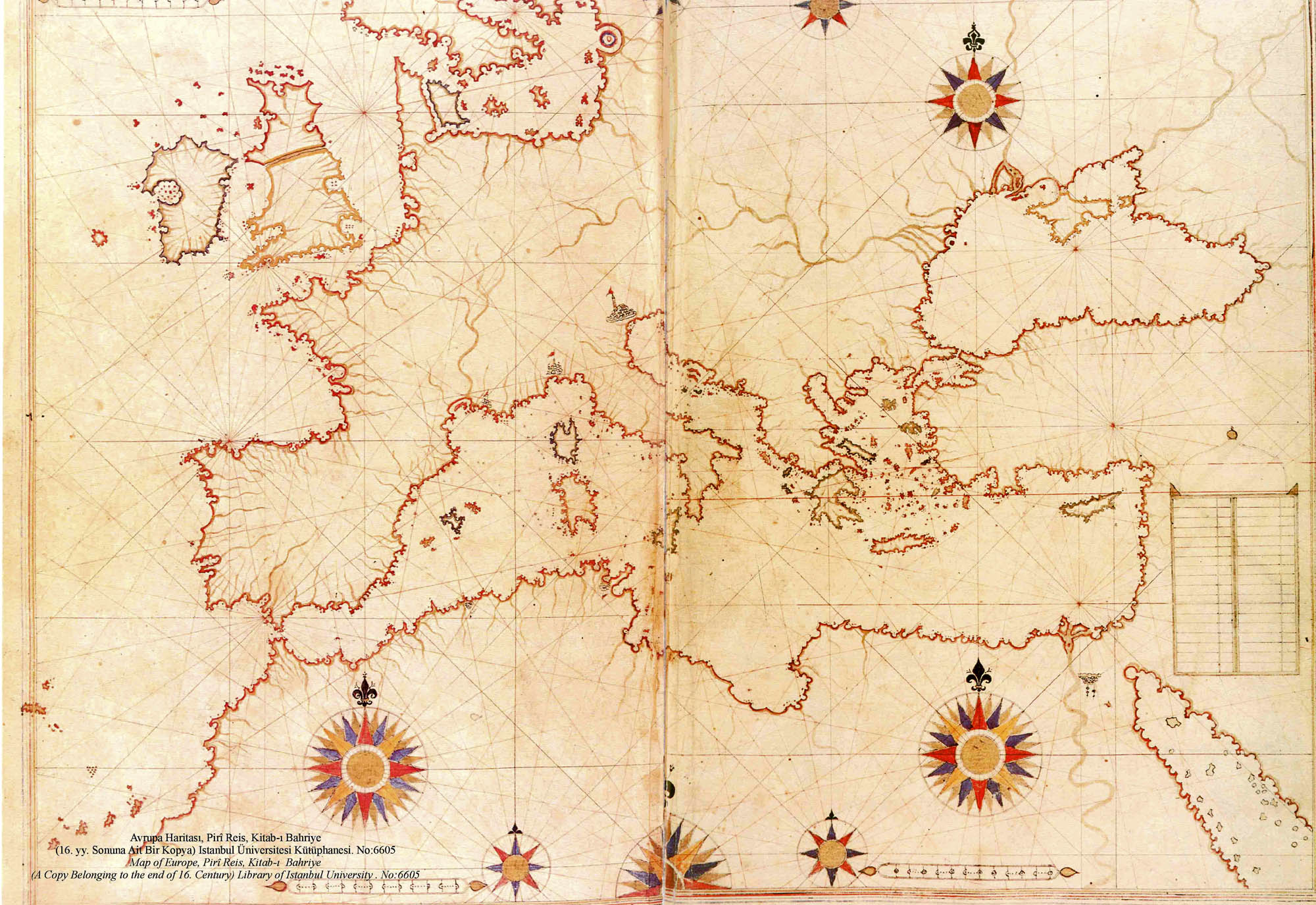
Kitab-i Bahriye (boek van de zee, 1521) is een andere kaart van Piri Reis. Het is een portolaan van het Middellandse zeegebied en delen van Europa. (Dit is een 16e-eeuwse kopie van de kaart)

De Piri Reis-kaart is een topografische kaart, getekend op gazellehuid, die in 1929 door een groep historici gevonden werd. Zij beweerden dat het een echt document betrof dat door de Ottomaans-Turkse admiraal Piri Reis in 1513 werd gemaakt.
Piri Reis gebruikte verschillende bronnen en de eigen waarnemingen die hij tijdens zijn reizen deed om de kaart te kunnen tekenen. In een aantal nota’s gaf hij aan hoe hij de kaart had samengesteld. Zijn kaart bevat ook informatie van de reis van Christoffel Columbus van twintig jaar eerder.
De Piri Reis-kaart wordt bewaard in het Topkapıpaleis in Istanbul.

## Achtergrond
Diverse zeekaarten, ook wel portolanen genaamd, waren tijdens de 13e eeuw en later in omloop, waarop de meest in gebruik zijnde vaarroutes, met kustlijnen, havens, doorvaarten en baaien stonden vermeld. De meeste van deze kaarten richtten zich op de Middellandse Zee, de Egeïsche Zee en andere bekende routes. Er was een eeuwenoude traditie van zeevaart op de Middellandse Zee. 

## Beschrijving
Op de kaart is de oostelijke zeekust van Noord- en Zuid-Amerika te zien, de westelijke kust van Afrika. Ten zuiden van het huidige Brazilië is de kaart fantasie. De kustlijn komt niet goed overeen met Zuid-Amerika of Antarctica.
De nauwkeurigheid van de Piri Reis-kaart wisselt. Het Iberisch schiereiland en de kust van Afrika, goed bekend bij cartografen van die tijd, worden nauwkeurig weergegeven. Eilandgroepen in de oostelijke Atlantische Oceaan zijn nauwkeurig geplaatst, maar niet op de juiste schaal getekend. Het noordelijke deel van de Zuid-Amerikaanse kust is ook redelijk nauwkeurig weergegeven en correct gepositioneerd tegenover Afrika. Een groot deel van het Caribisch gebied is ook redelijk nauwkeurig in kaart gebracht. Het gebied dat Noord-Amerika vertegenwoordigt, lijkt echter weinig op de werkelijke kustlijn, behalve één projectie die Newfoundland zou kunnen weergeven. Een nabijgelegen eiland met het label "Antilia" zou Nova Scotia kunnen zijn, aangezien een notitie daar verwijst naar de legendarische reizen van Sint Brandaan.